# Seeds of Heaven
Seeds of Heaven è il quinto album in studio del gruppo Blue System, rappresentato dal musicista tedesco Dieter Bohlen. Il disco è stato pubblicato nel 1991.

## Tracce
1. La serenata (Overture) – 1:36
2. Lucifer – 3:16
3. Testamente D'Amelia – 5:35
4. Is She Really Going Out with Him? – 3:28
5. Read My Lips – 4:05
6. Is It a Shame – 3:38
7. Sad Girl in the Sunset – 4:35
8. Lisa Said... – 5:05
9. The Wind Cries (Who Killed Norma Jean) – 3:58
10. Don't Tell Me... – 3:55